# Phyllanthus lindbergii
Phyllanthus lindbergii är en emblikaväxtart som beskrevs av Johannes Müller Argoviensis. Phyllanthus lindbergii ingår i släktet Phyllanthus och familjen emblikaväxter. Inga underarter finns listade i Catalogue of Life.